# آسینتوباکتر

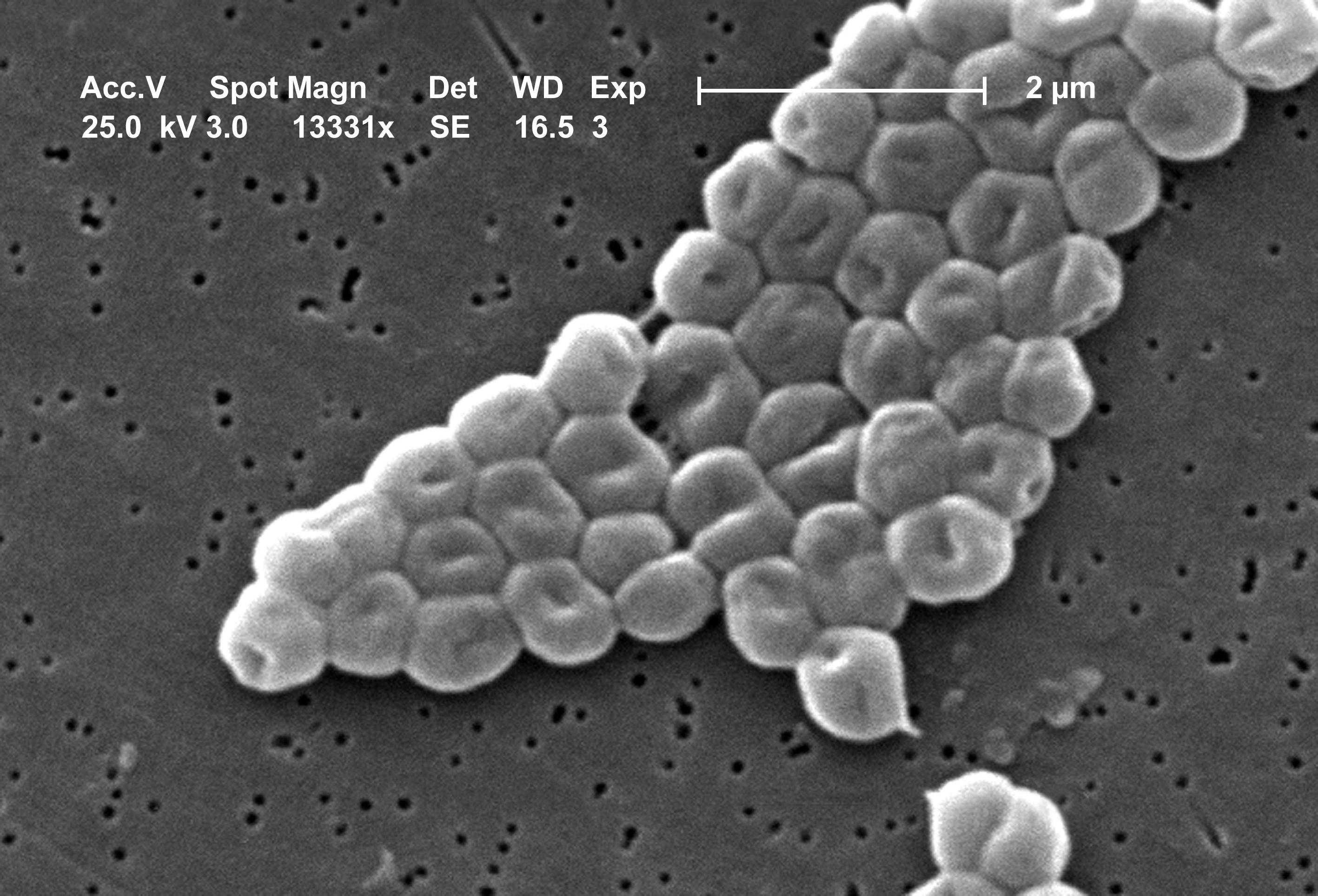
تصویر آسینتوباکتر بائومانی با استفاده از میکروسکوپ الکترونی

آسینتوباکتر (Acinetobacter) جنسی از باکتریهای گرم منفی است که به شکل باسیل یا کوکوباسیل دیده می‌شود. این باکتری‌ها اکسیداز منفی و غیرمتحرک هستند و قندها را تخمیر نمی‌کنند. این باکتری‌ها در برابر اغلب آنتی‌بیوتیک‌ها مانند پنی‌سلین مقاوم هستند ولی به کینولونها اغلب حساسند.

## پراکندگی
گونه‌های مختلف آسینتوباکتر از باکتری‌های مهم خاک هستند. این باکتری پاتوژن فرصت طلب می‌باشد که بی‌رنگ، غیر متحرک، با سیل گرم منفی ساپروفتیک است. این باکتری از نظر شکل متنوع است و به اشکال باسیل، کوکوباسیل(coccobacillary form)، کوکسی(coccal form) و دیپلوکوک(diplococcal form) دیده می‌شود. چون اشکال دیپلوکوکی ان در مایعات بدن و محیط‌های کشت جامد ممکن است شکل غالب باشند لذا این باکتری در گستره‌ها به شکل نیسریا(neisseriae) می‌باشد و همین موضوع سبب اشتباهاتی می‌گردیده است از جمله آسینتوباکتر جدا شده از مننژیت و سپسیس به اشتباه نیسریا گزارش شده‌است در حالیکه نیسریا اکسیداز تولید می‌کند و آسینتوباکتر تولید نمی‌کند. به همین دلیل این باکتری که قبلاً جزو خانواده نیسریا دسته‌بندی می‌شد با آنالیز رنا RNA معلوم گردید که متعلق به رسته (Order) سودومونادالس(Pseudomonadales) می‌باشد. این اشتباه رایج باعث شده که کتاب معتبری مثل مرک مانوئل انلاین انرا همچنان جزو خانواده نیسریا قرار دهد در حالیکه منابع معتبر میکروبیولوژی آسینتوباکتر را بر اساس طبقه‌بندی علمی (Scientific classification) جزو خانواده موراکسلاسه‌آ (Moraxellaceae) از رسته سودومونادالس می‌دانند.
آسینتوباکتر در حیوانات اهلی و غیر اهلی وجود دارد و تقریباً در ۱۰۰ درصد نمونه‌های خاک و آب دیده می‌شود.
آسینتوباکتر در بسیاری از منابع دیده شده‌است مانند شیر پاستوریزه شده، غذاهای یخ‌زده، هوای بیمارستان، لباس شسته شده، کاتتر آنژیوگرافی، ونتیلاتورها، لارنگوسکوپ، بالش‌های بیمارستانی و صابونها و از علل مهم عفونت‌های بیمارستانی است.

## گونه‌ها
- آسینتوباکتر کالکواستیکوس (Acinetobacter calcoaceticus) که اغلب به شکل دوتایی دیده می‌شود.
- آسینتوباکتر بائومانی (Acinetobacter baumannii)(شایع‌ترین)
- آسینتوباکتر همولیتیکوس (Acinetobacter haemolyticus)
- آسینتوباکتر لووفی (Acinetobacter lwoffii)

## سطح ضدباکتریایی آلیاژهایمس
با آزمایش‌های بسیار، نشان داده شده‌است که سطح مس و آلیاژهای آن، باکتری آسینتوباکتر را در کمتر از ۲ ساعت از زمان آلودگی نابود می‌کند. این نتایج، نویدبخش غلبه بر عفونت‌های بیمارستانی است. استفاده از مس در قسمت‌های فلزی تخت و میز بیمار، شیرآلات و دستگیره درها، سینی، سینک و غیرو، به ویژه در بخش مراقبت‌های ویژه بیمارستان‌ها، سبب کاهش انتقال باکتری به دیگر افراد خواهد شد.